# Maria-Theresia- en Veteranencollege

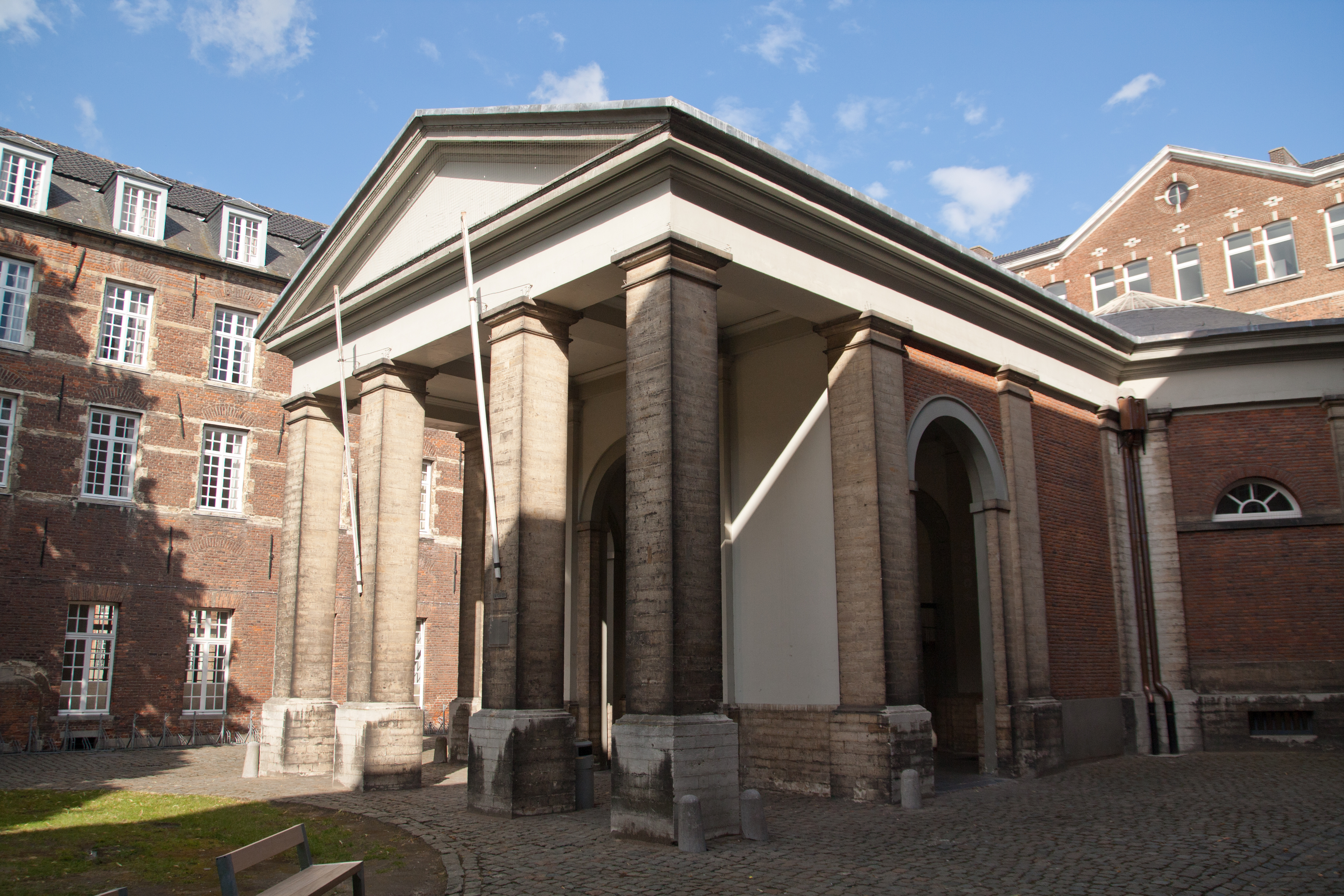
De Grote Aula op de binnenkoer van het Maria-Theresiacollege.

Het Maria-Theresiacollege en het Veteranencollege (Latijn: Collegium Veteranorum) is een gebouwencomplex van de Katholieke Universiteit Leuven in de Belgische stad Leuven. Het is gelegen tussen de Sint-Michielsstraat, het Hogeschoolplein, het Pauscollege, de Aula Pieter De Somer, de Maurits Sabbebibliotheek en de Sint-Michielskerk.

## Geschiedenis
Het Maria-Theresiacollege werd in 1583 door de jezuïeten van Leuven tussen het Pauscollege, de Sint-Michielsstraat, het Koningscollege en de Charles Deberiotstraat gesticht. In 1610 werden een langgerekte vleugel aan de Sint-Michielsstraat en een lager poortgebouw dat grensde aan het Pauscollege opgetrokken. In 1773 werd de jezuïetenorde opgeheven en kregen de gebouwen een herbestemming als het Collegium Veteranorum, een verblijfplaats voor oud-theologiestudenten. Het college deed achtereenvolgens dienst als seminarie-generaal (1786), hospitaal (1801), opslagplaats (1810) en afdeling Scheikunde van de pas opgerichte Rijksuniversiteit Leuven in 1816. Eind 18e en begin 19e eeuw werden de dwarsvleugels en tuinmuren afgebroken, verdween de tuin en werden enkele nieuwe gebouwen opgetrokken. In 1825 werd naar aanleiding van de oprichting van het Filosofisch College de Grote Aula opgetrokken en in 1827 volgde de Kleine Aula. In 1835 werd het college naar keizerin Maria Theresia vernoemd. Ten slotte volgden in 1897 de bouw van een derde aula op de binnenkoer van het Veteranencollege en de verbindingsvleugel met het Huis de Dorlodot aan de Charles Deberiotstraat.
In 2010 werd een zaal in het Veteranencollege naar Óscar Romero, rooms-katholiek aartsbisschop van San Salvador, vernoemd.